# Hit 'em Up Style (Oops!)
„Hit 'em Up Style (Oops!)” este un cântec R&B al interepretei americane Blu Cantrell. Piesa a fost lansată ca primul disc single al artistei, fiind inclus pe albumul So Blu. „Hit 'em Up Style (Oops!)” a obținut locul 2 în Billboard Hot 100, devenind cel mai bine clasat single al artistei în acest clasament.

## Clasamente
| Clasament                       | Poziția maximă | Referință |
| ------------------------------- | -------------- | --------- |
| Australia Singles Chart         | 3              | [ 3 ]     |
| Ultratop 50 Singles Chart       | 46             | [ 3 ]     |
| Denmark Singles Chart           | 16             | [ 3 ]     |
| Dutch Singles Chart             | 10             | [ 3 ]     |
| France Singles Chart            | 47             | [ 3 ]     |
| Germany Singles Chart           | 60             | [ 4 ]     |
| Norway Singles Chart            | 12             | [ 3 ]     |
| New Zeeland Singles Chart       | 3              | [ 3 ]     |
| Sweden Singles Chart            | 35             | [ 3 ]     |
| Swiss Singles Chart             | 77             | [ 3 ]     |
| Billboard Hot 100               | 2              | [ 2 ]     |
| Billboard Hot R&B/Hip-Hop Songs | 6              | [ 2 ]     |